# Båkenesdokka
Båkenesdokka (norwegisch für Bakenspitzensenke) ist ein mit Eis angefülltes Tal an der Prinzessin-Martha-Küste des ostantarktischen Königin-Maud-Lands. Es liegt an der Ostseite des Robertskollen und hat einen Abfluss nach Norden zum Jelbart-Schelfeis.
Norwegische Kartografen kartierten das Tal anhand von Luftaufnahmen und Vermessungen der Norwegisch-Britisch-Schwedischen Antarktisexpedition (1949–1952) und gaben ihm seinen deskriptiven Namen.